# Cottunculus tubulosus
Cottunculus tubulosus is een straalvinnige vissensoort uit de familie van psychrolutiden (Psychrolutidae). De wetenschappelijke naam van de soort is voor het eerst geldig gepubliceerd in 2007 door Byrkjedal & Orlov.